# 山口伊吹
山口 伊吹（やまぐち いぶき、1999年8月24日 - ）は、長崎県出身の女子競輪選手。日本競輪選手会長崎支部所属、ホームバンクは佐世保競輪場。日本競輪学校（当時。以下、競輪学校）第116期生。師匠は佐藤幸治（92期）。実兄は同じく競輪選手の山口龍也（111期）、実弟の山口留稀哉は日本競輪選手養成所第127回選手候補生入所試験に合格。

## 経歴
小学校6年生から兄・龍也の影響で自転車競技を始めた。
長崎県立鹿町工業高等学校出身で、競輪学校同期の高尾貴美歌とは同級生。2017年全国高等学校選抜自転車競技大会で優勝。競輪選手になった兄やアマチュア時代から活躍をしていた鈴木奈央などの背中を追いかけ、競輪選手を目指すようになったという。
2018年1月12日、競輪学校第116回技能試験に合格。在校競走成績は1位（32勝）。卒業記念レースは2着。
2019年、6月16日の第70回高松宮記念杯競輪最終日第10レース後のエキシビションレース「ガールズケイリンニューカマーレース」に出走し1着。7月12日、大宮競輪場でデビューし7着、7月20日の佐世保競輪場で初勝利を挙げ、11月17日防府競輪場で初優勝（完全優勝）を果たした。